# RRAT
Les transitoires radioélectriques en rotation (abrégé en RRAT, de l'anglais Rotating RAdio Transient) sont des sources d'impulsions radio courtes et moyennement intenses, découvertes pour la première fois en 2006.
Les RRAT seraient des pulsars, c'est-à-dire des étoiles à neutrons en rotation, à la différence que leur émission est plus sporadique, ou avec des impulsions plus élevées, que l'ensemble des pulsars connus. Les mécanismes expliquant le caractère bref et sporadique des signaux détectés ne sont pas encore clairement établis, et peuvent présenter des origines diverses, depuis les phénomènes physiques à l'origine des émissions jusqu'à l'influence du milieu entourant l'objet.
Plus d'une centaine de ces RRAT ont été détectés et répertoriés jusqu'à présent.